# Lissonota mesorufa
Lissonota mesorufa là một loài tò vò trong họ Ichneumonidae.